# شرکت معدن زغال‌سنگ یانژو
شرکت معدن زغال‌سنگ یانژو (انگلیسی: Yanzhou Coal Mining Company) شرکت استخراج معدن چینی است، که در سال ۱۹۹۷ تأسیس شد.